# Pátek třináctého 3
Pátek třináctého 3 (v anglickém originále Friday the 13th Part III) je americký hororový film z roku 1982, třetí film z filmové série Pátek třináctého. Jedná se o první díl, který zobrazuje Jasona Voorheese v hokejové masce, což se později stalo jeho hlavním poznávacím znamením. Mělo původně jít o závěrečný film celé série. Jedná se o první 3D film vyrobený společností Paramount Pictures od roku 1954.

## Děj
Den po událostech předchozího filmu sériový vrah Jason Voorhees, který přežil útok Ginny a Paula, vydá do obchodu, aby si pořídil nové oblečení. Pak zabije majitele obchodu Harolda, sekáčkem na maso, a Ednu, pletací jehlicí. Pak se přesune do nedaleké usedlosti Higgins Haven, ležící u jezera.
Ve stejné době se dívka Chris, která byla před dvěma lety v lesích u Křišťálového jezera napadena tajemným znetvořeným cizincem, vrací do Higgins Haven spolu se svými přáteli Debbie, Andym, Shellym, Verou, Chuckem a Chili. Poté, co potkají opilce Abela, který je před návratem varuje, setká se skupina s Chrisiným přítelem Rickem. Chris má v úmyslu postavit se svému strachu. Nikdo ale neví, že Jason se ve stodole zotavuje ze svých zranění. Na nákupu se Shelly a Vera dostanou do potyčky s několika motorkáři, jednomu z nich Shelly motorku přejede Rickovým autem. Motorkáři se pak vydají do Higgins Haven, aby vyrovnali skóre. Všichni jsou ale postupně Jasonem zavražděni, než způsobí nějaké škody (kromě vypuštění plynu z Chrisina auta).
Když se Chris a Rick vydají pryč na vyjížďku, objeví se Jason, zabije Shellyho a vezme si jeho hokejovou masku. S maskou, která zakrývá jeho znetvořenou tvář, se vydá zabít zbytek skupiny. Veru střelí do oka. Když se Andy vydá ven, aby pro něj a Debbie sehnal nějaké pivo, Jason jej rozpůlí mačetou. Debbie probodne nožem hrudník. Chuck zemře pomocí elektrického proudu, Chili má probodnuté břicho.
Když se Chris a Rick vrátí, naleznou prázdný dům. Když se pár rozdělí, Jason zabije Ricka – drtí jeho hlavu tak dlouho, dokud jedna z jeho očních bulv nepraskne. Pak Jason po usedlosti pronásleduje Chris. Po dvou potyčkách se dostanou do stodoly. Chris se schová na půdě a když ji přijde Jason hledat, přijde k němu zezadu a lopatou ho udeří do hlavy, což Jasona dočasně přivede do bezvědomí dostatečně dlouho na to, aby mu Chris uvázala smyčku kolem krku a vytáhla ho ven, aby ho oběsila. Chris ale zjistí, že Jason oběšení přežil. Jason si sundá masku a odhalí tak Chris svůj obličej. Chris v něm rozezná muže, který na ni zaútočil přede dvěma lety. Když se pak Jason snaží znovu zaútočit na Chris, objeví se jeden z motorkářů, který přežil předchozí útok, a snaží se pomstít. Jason mu ale usekne ruce a motorkář je rozsekán Jasonovou mačetou. Když je Jason zaneprázdněný motorkářem, Chris najde sekeru a udeří Jasona do hlavy. Zdá se, že je Jason mrtvý. Chris pak bloudí po okolí a usne v kánoi, která se pak přesune doprostřed jezera.
Další den ráno se Chris probudí a vidí živého Jasona, jak na ni zírá z okna domu. Když ji Jason uvidí, běží ven, aby na ni zaútočil. Když se Chris snaží utéct, je stažena do vody rozkládající se Jasonovou matkou Pamelou. Později vyjde najevo, že to byla jen noční můra, policie odvede rozrušenou Chris z usedlosti a kamera zabere Jasonovo domněle mrtvé tělo.

## Obsazení
| Dana Kimmell    | Chris Higginsová        |
| Paul Kratka     | Rick                    |
| Tracie Savage   | Debbie                  |
| Jeffrey Rogers  | Andy                    |
| Catherine Parks | Vera Sanchezová         |
| Larry Zerner    | Shelly                  |
| David Katims    | Chuck                   |
| Rachel Howard   | Chili                   |
| Richard Brooker | Jason Voorhees          |
| Nick Savage     | Ali                     |
| Amy Steel       | Ginny Fieldová (archiv) |
| John Furey      | Paul Holt (archiv)      |
| Gloria Charles  | Fox                     |
| Kevin O'Brien   | Loco                    |
| Cheri Maugans   | Edna                    |
| Steve Susskind  | Harold                  |
| Perla Walter    | paní Sanchezová         |
| David Wiley     | Abel                    |